# 東中野 (中野區)
東中野（日语：／ Higashi-nakano */?）是東京都中野區的町名。現行行政地名為東中野一丁目至五丁目。已實施住居表示。2013年10月1日為止的人口有21,589人。郵遞區號164-0003。

## 地理
位於中野區最東部，鄰接神田川。西鄰中野區中野。南至大久保通，接中野區中央。神田川以東為新宿區北新宿。北至早稻田通，接新宿區上落合與中野區上高田。東北接新宿區高田馬場。町域內主要為住宅區。鎮守為冰川神社。
東中野設有東中野站，可搭乘中央、總武緩行線與都營大江戶線。此外，與上落合交界的早稻田通有東京地下鐵東西線落合站。山手通貫穿町內，交通流量大。
因此地有明治大學附屬中野中學校、高等學校，山手通〜早稻田通之間的銀座通，聚集許多學生向的餐飲店，學生眾多。
本町前往新宿站與高田馬場站都十分便利，公寓林立，年輕獨居住戶眾多。十分受到學生與上班族等年輕世代的歡迎。
東中野一丁目（舊冰川町）附近，在戰前有許多大臣與高級軍人居住，箱根土地（現在西武集團旗下公司）在此開發高級住區，山手通周邊有許多附有泳池的豪宅。
東中野二丁目與三丁目位在東中野西側，可見擁有廣大庭院的高級住宅。在東中野站西口至明治大學附屬中野學校之間的二丁目與三丁目邊界，該處的JR鐵路路廊旁種滿櫻花樹，春天吸引許多攝影師與鐵路愛好者來此拍攝。
東中野四丁目位於車站周邊的區域是迷你劇院polepole東中野（ポレポレ東中野），與居酒屋、柏青哥店聚集的商業區。
東中野五丁目周邊（小瀧台）過去是藤堂家一門居住地。除此之外，周恩來在日本留學時也曾居住在現在的小瀧台。
結婚會場West53rd日本閣也是當地著名設施。日本閣舊址改建的高層公寓與複合商業設施「Unison Mall」（ユニゾンモール）已於2007年12月1日開幕。

## 歷史

### 地名由來
來自於本地的東中野站，因位於中野區東部而得名。

### 新舊町名對照
- 東中野一丁目：冰川町、川添町、宮園通一丁目各一部分
- 東中野二丁目：上之原町、高根町各全域，冰川町、宮園通一丁目各一部分
- 東中野三丁目：櫻山町、昭和通一丁目各一部分
- 東中野四丁目：住吉町全域、櫻山町、小瀧町、冰川町各一部分
- 東中野五丁目：小瀧町一部分

## 交通

### 鐵道
- JR中央、總武緩行線東中野站
- 都營地下鐵大江戶線東中野站

### 路線巴士
- 「東中野站」巴士站（西武巴士）
  - 宿20他－往池袋站東口（西武百貨店前），往新宿站西口
- 「並木通」巴士站（西武巴士）
  - 宿20他－往池袋站東口（西武百貨店前），往新宿站西口
- 「東中野站西口」巴士站（關東巴士）
  - 百01－往高田馬場站
- 「東中野站東口」巴士站（關東巴士）
  - 百01－往高田馬場站
- 「東中野一丁目」巴士站（東中野站南側）（關東巴士）
  - 百01－往高田馬場站
- 「東中野一丁目」巴士站（大久保通）（關東巴士）[2]
  - 宿05/中01－往野方站，往新宿西口
- 「東中野地域中心」巴士站（關東巴士）
  - 百01－往高田馬場站，往東中野站
- 「東中野本通」巴士站（關東巴士）
  - 百01－往高田馬場站，往東中野站
- 「東中野二丁目」巴士站（京王巴士）
  - 澀64－往中野車庫，往中野站

### 道路
- 東京都道433號神樂坂高圓寺線（大久保通）
- 東京都道、埼玉縣道25號飯田橋石神井新座線（早稻田通）
- 東京都道317號環狀六號線（山手通）

### 擁有暱稱的區道
- 神田川四季之道（東中野1丁目19番～東中野5丁目30番）
- 櫻山通（東中野3丁目）
- 東中野銀座通（東中野ギンザ通り）（東中野3丁目）

### 商店街
- 東中野名店會商店街（東中野1丁目）
- 東中野並木通商店會（東中野2丁目）
- 東中野銀座通商店街（東中野3丁目）
- 東中野本通共榮會（東中野4丁目，5丁目）

## 設施
- Unison Square（ユニゾンスクエア）
- 中野區立東中野地域中心
- 東中野圖書館
- Cross Wave東中野（クロス・ウェーブ東中野）（旅館、研修設施）
- Trajal Hospitality & Tourism專門學校（ホスピタリティ ツーリズム専門學校）
- 東京日本語文化學校
- 關東巴士本社（小瀧橋付近）
- 都營巴士小瀧橋營業所[3]
- 冰川神社
- 梅若能樂學院會館
- 中野區立第三中學校
- 中野區立東中野小學校舊址
- 東中野幼稚園
- 落合郵便局
- 明治大學附屬中野中學校、高等學校

## 備註
1. ↑  .   [2013-10-07]. （原始内容存档于2015-06-10）.
2. ↑  東中野站南側的巴士站位於別處
3. ↑  雖位於東中野，但因為在小瀧橋交界附近，因此沒有行駛本地的巴士路線